# Михаел Турк
Михаел Турк (Франкфурт на Мајни, Немачка, 28. мај 1976) је немачки фудбалер на позицији нападача.

## Каријера
- ?-1995 Sportfreunde 04 Frankfurt
- 1995-1997 SpVgg. Oberrad
- 1997-1999 SV Jügesheim
- 1999-2004 1. FSV Mainz 05
- 2004 FC Energie Cottbus
- 2005-2006 1. FSV Mainz 05
- 2006-2007 Eintracht Frankfurt
- 2008- FC Augsburg

## Утакмице и голови
1. бундеслига:
- 045 (18) за 1. FSV Mainz 05
- 036 (04) за Eintracht Frankfurt
- 081 (22) укупно

2. бундеслига:
- 139 (42) за 1. FSV Mainz 05
- 008 (03) за FC Energie Cottbus
- 147 (45) укупно

Покал:
- 008 (02) за 1. FSV Mainz 05
- 002 (03) за FC Energie Cottbus
- 006 (00) за Eintracht Frankfurt
- 016 (05) укупно

Куп УЕФА:
- 002 (00) за 1. FSV Mainz 05
- 005 (03) за Eintracht Frankfurt
- 007 (03) укупно

## Успеси
- Голгетер месеца новембар 2001.
- Прелазак у бундеслигу 2004. са 1. FSV Mainz 05